# Peur bleue 3
Pour les articles homonymes, voir Deep Blue Sea.
Série
Peur bleue 2
(2018)
Pour plus de détails, voir Fiche technique et Distribution.
Peur bleue 3 ou Terreur sous la mer 3 au Québec (Deep Blue Sea 3) est un film d'horreur américain réalisé par John Pogue, sorti en 2020.

## Synopsis
Le docteur Emma Collins, avec l'aide de son équipe, reprend le travail de son père défunt sur la protection des requins et de l'environnement. Mais lorsque son ex petit ami débarque avec son équipe pour retrouver les requins-bouledogues échappés du laboratoire scientifique avec leur mère Bella, cela se transforme en un combat qui décidera de leur sort ainsi que de celui des océans.

## Fiche technique
Sauf indication contraire, les informations mentionnées dans cette section peuvent être confirmées par la base de données cinématographiques IMDb,  présente dans la section « Liens externes ».
- Titre français : Peur bleue 3
- Titre original : Deep Blue Sea 3
- Titre québécois : Terreur sous la mer 3
- Réalisation : John Pogue
- Scénario :
- Costumes :
- Photographie :
- Montage :
- Musique : Mark Kilian
- Production :

Coproducteur :
Producteur délégué :
- Société de production : Roserock Films et Film Afrika Entertainment
- Société de distribution : Warner Bros. Home Entertainment
- Pays d'origine :  États-Unis
- Langue originale : anglais
- Genre : horreur, catastrophe, science-fiction
- Durée :
- Dates de sortie :
  - États-Unis :  2020
  - France : 29 juillet 2020[1] (VàD)

## Distribution
- Tania Raymonde : Dr Emma Collins
- Nathaniel Buzolic : Richard
- Emerson Brooks : Eugene Shaw
- Bren Foster : Lucas